# Athetis bremusa
Athetis bremusa är en fjärilsart som beskrevs av Swinhoe 1885. Athetis bremusa ingår i släktet Athetis och familjen nattflyn. Inga underarter finns listade i Catalogue of Life.